# Sociedade Esportiva e Recreativa São José
La Sociedade Esportiva e Recreativa São José és un club de futbol brasiler de la ciutat de Macapá a l'estat d'Amapá.

## Història
El club va ser fundat el 26 d'agost de 1946. Guanyà el campionat amapaense els anys 1970, 1971, 1993, 2005, 2006 i 2009. Participà en la Tercera Divisió brasilera el 2005.

## Palmarès
- Campionat amapaense:
  - 1970, 1971, 1993, 2005, 2006, 2009

## Estadi
La Sociedade Esportiva e Recreativa São José disputa els seus partits a l'Estadi Zerão. L'estadi té una capacitat per a 10.000 espectadors.